# Заставный, Георгий Васильевич
Заста́вный Гео́ргий Васи́льевич (21 января 1942 — 9 ноября 2002) — советский и российский оперный певец, баритон. Заслуженный артист РСФСР (1983).

## Биография
- В 1973 окончил Львовскую консерваторию.
- С 1973 — солист Ленинградского театра оперы и балета им. С. М. Кирова[3].
- С 1983 года — заслуженный артист РСФСР.

Среди его наиболее известных партий:
- Риголетто в одноимённой опере Дж. Верди
- Жорж Жермон в «Травиате» Дж. Верди
- Амонасро в «Аиде» Дж. Верди
- Дон Карлос в «Силе судьбы» Дж. Верди
- Князь Игорь в одноимённой опере Александра Бородина и другие.

На протяжении творческой карьеры гастролировал с труппой Мариинского театра в Швейцарии, Греции, Италии, Германии (Гамбургская Опера), Финляндии, Испании, Шотландии (Эдинбургский фестиваль), Англии (Ковент-Гарден), Израиле, США (Метрополитен-опера), Японии, Франции, Люксембурге, Нидерландах, Бельгии, Голландии, Португалии, пел в театрах Ла Скала, Гранд-опера.
Выступал как камерный певец (романсы, песни, арии из опер).
Преподавал в Ленинградской консерватории и в Академии молодых певцов Мариинского театра. Среди его учеников — Татьяна Сержан, Алексей Марков, Андрей Карабанов.
Скончался скоропостижно. Отпевание состоялось в Никольском морском соборе; похоронен на Волковском кладбище Санкт-Петербурга.